# Gullivers resor
För andra betydelser, se Gullivers resor (olika betydelser).
Gullivers resor (engelska: Gulliver's Travels, officiellt: Travels into Several Remote Nations of the World. In Four Parts. By Lemuel Gulliver, First a Surgeon, and then a Captain of Several Ships), är en roman skriven av Jonathan Swift år 1726. Boken är en kritisk allegori om samtiden. Romanen finns i flera svenska översättningar, den första utgiven i två delar 1744–45, utförd av Olof Bidenius Renhorn.

## Bakgrund
1726 utkom boken Gullivers resor, skriven av den starkt politiskt engagerade irländaren Jonathan Swift. Boken handlar om Lemuel Gulliver, en läkarstuderande i Cambridge, som får fyra av sina sjöresor avbrutna på olika sätt och hamnar på fyra mycket spektakulära platser. Reseskildringen blev enormt populär då den utkom, dels för att den var en underhållande bok som läsarna lätt kunde engageras av, dels på grund av Jonathan Swifts samhällskritik. Boken är en satir och osar av vrede mot människans alla dumheter på ett lustfyllt och förlöjligande maner.

### Del I: En resa till Lilliput[2]
4 maj 1699 — 13 april 1702

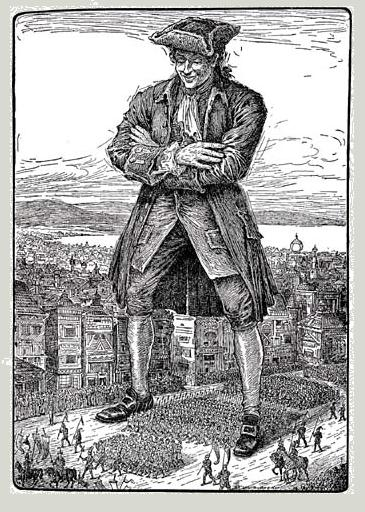
Lilliput-parad mellan Gullivers ben (illustration från 1913 av Louis Rhead).

Första resan beskriver Gullivers ankomst till ett land där allt är litet och där människorna är lika små som teskedar och kallar sig lilliputtaner. De är mycket förnäma och nyfikna. Gulliver är i början okunnig i språket, men efter att blivit lärd av en lilliputan börjar han lära sig behärska det och kan tala med kungen med vilken han etablerar en vänskap. Gulliver lär sig att leva som en jätte ibland småfolket. Men när Gulliver får reda på att lilliputanerna krigar mot den närliggande ön Blefuscu om så triviala ting som från vilken ända man skall knäcka ett ägg förstår Gulliver att han måste ge sig av. Dessutom äter han sig igenom landets matförråd som inte kommer att räcka för evigt.

### Del II: En resa till Brobdingnag[3]
20 juni 1702 — 3 juni 1706

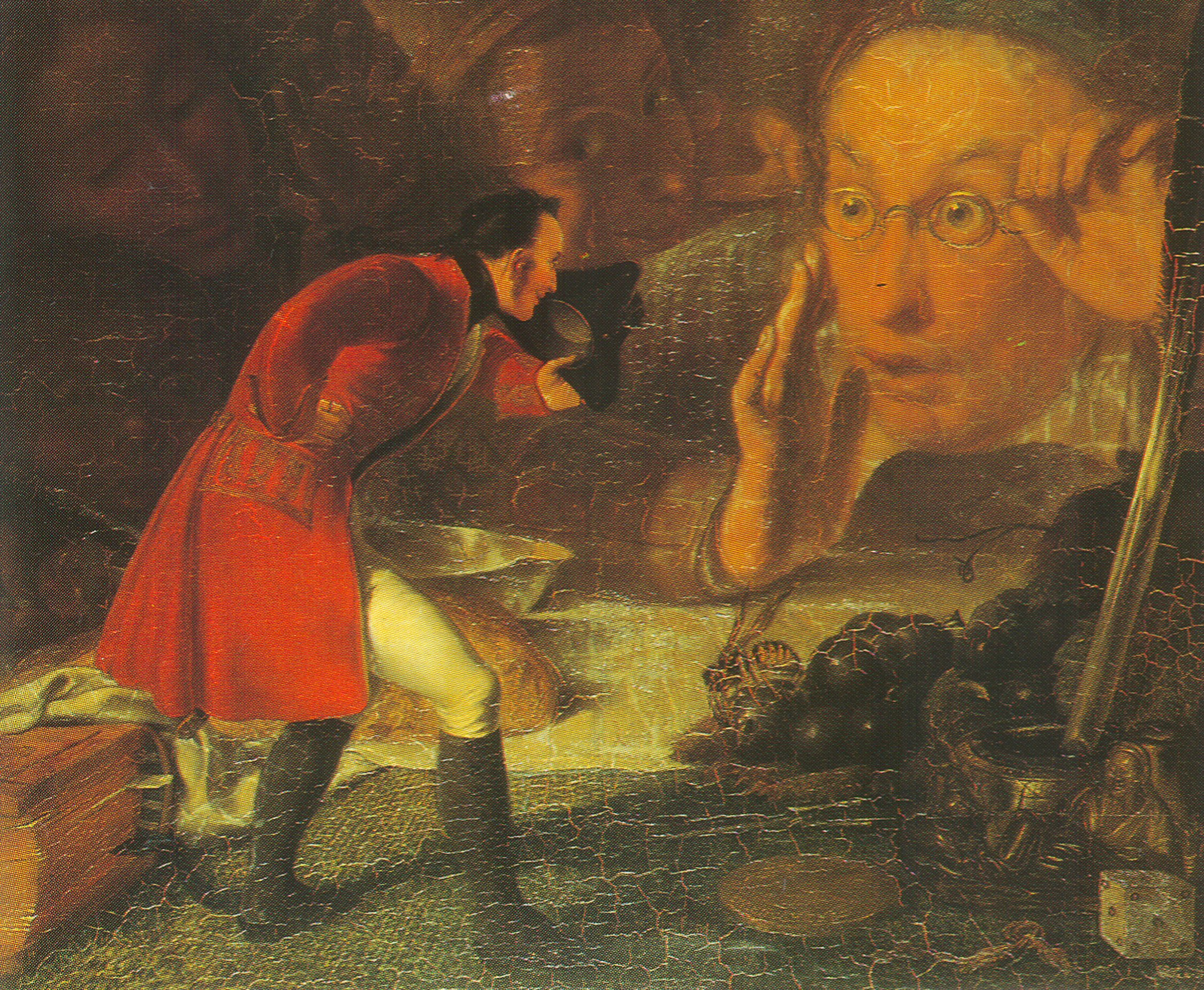
Gulliver som utställd figur för Brobdingnag-farmaren, av Richard Redgrave.

På nästa utfärd hamnar Gulliver i jättelandet Brobdingnag (någonstans i Stilla havet). I boken berättas det om Gullivers farliga leverne, då han måste fäktas mot bin och nästan blir uppäten av råttor. Han förs tillsammans med Lantmannens dotter till hovet efter att han blivit köpt av drottningen på marknaden. Gulliver förs till kungen som är mycket lärd och först får för sig att Gulliver är en docka som drivs av ett urverk. Inte förrän han hört Gulliver tala inser han att Gulliver är en människa. Kungen av Brobdingnag tycker mycket om musik, så Gulliver har chansen att visa sin skicklighet då han tar två käppar stora som knölpåkar, klär dem med råttskinn och börjar springa av och an för att slå på tangenterna. Kungafamiljen har roligt åt hans spel, men själv blir han uttröttad efter en enda melodi. Jättarnas självsäkerhet är lite för stor, för när Gulliver berättar om sitt eget hemland blir han inte trodd, då de är säkra på att deras land är det enda i världen. Ingen förstår riktigt vad Gulliver är för något fast han själv sagt att han är en människa, så till sist kommer alla överens om att naturen måste ha behagat skämta när Gulliver blev till. Efter två års vistelse i Brobdingnag börjar Gulliver tröttna på tillvaron. En dag följer han med på en utflykt till kusten, tillsammans med kungen och drottningen. Men Lantmannens dotter och Gullivers övervakare – Glumdalclitch – blir förkyld, så Gulliver måste ta med sig en tjänare till stranden. När Gulliver lagt sig i den ask där han brukar vila, griper en fågel tag i den och flyger iväg, innan den släpper asken i havet. Ett skepp som befinner sig i närheten hittar då lådan, och det var genom det sättet Gulliver kunde komma hem säkert.

### Del III: En resa till Laputa, Balnibarbi, Glubbdubdrib, Luggnagg och Japan[4]
5 augusti 1706 — 16 april 1710

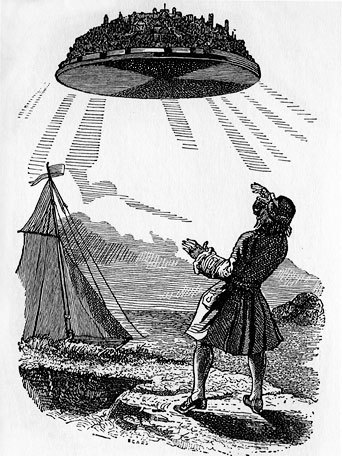
Gulliver upptäcker Laputa, den flygande ön (illustration från 1856 av J. J. Grandville.)

Nästa resa bär av mot en flygande ö. Gulliver tas i början av berättelsen till fånga av sjörövare, gör sig sedan fri och kommer därefter till ön Laputa. Detta är vetenskapens ö, en diamantö som svävar i luften; i själva verket är det öns botten som består av diamanter, och på marken ligger en magnet som håller ön svävande. I historien berättas om vetenskapsmän som gjort de mest kluriga tekniska uppfinningar. Gulliver skojar och driver med vetenskapsmännen och tycker att de är okunniga dårar, för oftast är uppfinningarna löjliga och gör alls ingen nytta. Gulliver besöker olika ställen som Balnibarbi, Lagado, Maldonada och Glubbdubdrib. Sedan seglar Gulliver till Luggnagg där han fängslas och förs till hovet där konungen är mycket mild mot sina undersåtar. Gulliver beger sig sedan hemåt.

### Del IV: En resa till Houyhnhnmernas land[6]
7 september 1710 – 2 juli 1715

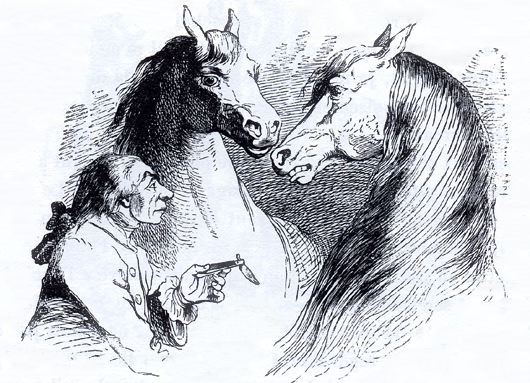
Gulliver i diskussion med houyhnhnmer (illustration från 1856 av J. J. Grandville.)

Den sista resan går till Houyhnhnmernas land. Denna är en ö där härskarna, benämnda houyhnhnmer, till förväxling liknar vad man i Gullivers hemland skulle kalla för hästar. Varelserna är mycket förnäma och förfinade, något som inte kan sägas om yahooerna, ett slags tvåbenta varelser som har vissa likheter med vad man i Gullivers hemland skulle kalla för människor. Fast dessa yahooer är smutsiga, grymma och luktar illa. De ädla houyhnhnmernas enda riktigt starka känsla är deras hat mot yahooerna. Gulliver skäms något oerhört, eftersom han inser sin likhet med dessa vämjeliga varelser. Då han till sist kommer hem till England igen, kan han – på grund av att han själv har fått ett sådan hat mot yahooerna – därför inte längre leva ihop med sin familj.

## Stil och teman
Genom satiren och allegorin i Gullivers resor, attackerar inte Jonathan Swift de sociala missförhållandena öppet, utan lämnar över till läsaren att själv inse hur löjligt dåtidens europeiska samhällsskick många gånger var. Det kunde under 1700-talet även i västvärlden vara mycket riskabelt att kritisera samhället öppet, varför Swift valde att skriva boken som en satirisk allegori, bland annat med inslag av fiktiva länder.
Namnet på den flygande ön i den tredje reseskildringen, Laputa, har vållat spekulationer om Swifts syfte. Många boköversättningar till spanska, där frasen la puta betyder "horan", har här valt att benämna ön Lupata, Laput eller Lapuda. En del skribenter har hävdat att Swift medvetet skulle ha hänsyftat till den spanska termen, för att markera Englands (Laputa) utnyttjande av Irland (Balnibarbi) vid den här tiden.

## Kulturell påverkan
Vid ett antal tillfällen under åren 1738–46 publicerade Edward Cave, i The Gentleman's Magazine, delvis fiktiva beskrivningar av de dagliga debatterna från Parlamentet, under titeln Debates in the Senate of Lilliput.  Namnen på debattörer och andra nämnda personer, politiker och kungligheter presenterades under lätt igenkännbara förklädnader. Således skrevs om kontinenterna "Degulia" (Europa) och "Columba" (Amerika). De förklädda namnen, och påståendet att detta verkligen skulle vara översättningar av tal hållna av lilliputanska politiker, var en reaktion mot en parlamentsförordning som förbjöd tryckta redogörelser från parlamentsdebatterna. Cave nyttjade till den här sviten texter av skribenter som William Guthrie (juni 1738–november 1740), Samuel Johnson (november 1740–februari 1743) och John Hawkesworth (februari 1743–december 1746).
Gullivers popularitet har gjort att termer med anknytning till Lilliput blivit begrepp på ett antal europeiska språk. Ett exempel är det svenska ordet lilleputt (småväxt person). I nederländskan används "lilliputter" som benämning för vuxna kortare än 130 centimeter, medan "Brobdingnagian" står i Oxford English Dictionary som en synonym för "very large" eller "gigantic". Ordet "yahoo" kan i engelskan användas som beskrivning för en ohövlig eller vild person.
Datortermerna big-endian och little-endian beskriver två möjliga sätt att struktera "ettor och nollor" i bild- och andra datorfiler. Termerna härrör från en av de berömda konflikterna i boken, där två religiösa sekter av lilliputaner strider om hur man rätt ska knäcka ett kokt ägg (från vilken av ändarna – big end eller little end på engelska.

## Svensk originalutgåva
Den första svenska översättningen av boken kom 1744–45, i två volymer. Översättningen gjordes då från den franska översättningen, möjligen[källa behövs] på grund av en dåtida större tillgång på franskkunniga översättare.
Del I
- Jonathan Swift: Capitain Lemuel Gullivers resor, till åtskillige långt bårt belägne land; beprydd mäd kåpparstycken. Förre delen. Tålkad ifrån fransöskan. Mäd kongl. maj:ts allernådigste fribref tryckt. Stockhålm, hos kongl. boktr. i stor-förstendömet = Finnland, sal. Henrich Christopher Merckells enckia.", Stockholm, 1744, 160 sidor. Översättare: Olof Bidenius Renhorn (1706–64).[12]

Del II
- Jonathan Swift: Capitaine Lemuel Gullivers resår till åtskillige långt bårt belägne land; beprydd med kopparstycken: senare delen. Tålkad ifrån fransöskan och tryckt med konglige maj:sts. allernådigste fribref. : Stockholm, tryckt uti historiographi regni tryckeri af Ephraim Koch, år 1745., Stockholm, 1745, 184 sidor. Översättare: Olof Bidenius Renhorn (1706–64).[13]

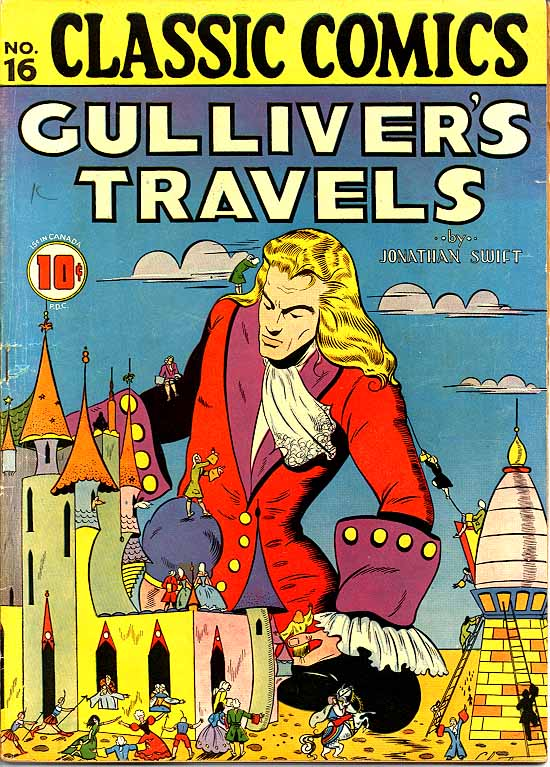
Nummer 16 av serietidningen Classic Comics, USA 1943. Omslagsteckning av Lilian Chesney.

## Bearbetningar

### Barnbok
Resan till Lilliput, och ibland även Resan till Brobdingnag, har under 1900-talet ofta brutits ut ur ursprungsboken för att kunna marknadsföras som en barnbok. Denna skildring kan då snarare fungera som en äventyrsberättelse än som en politisk allegori, med de fascinerande berättelseelementen från en värld där folk är väldigt olika stora. De delar i berättelsen som har med samhällskritik att göra har i barnböckerna också tonats ner. Trots detta kan man fortfarande ana den ursprungliga samhällskritiska tonen. På frågan om varför lilliputtanerna – i vissa bokversioner benämnda lilliputtar eller lilleputtar[källa behövs] – krigar, är man i många barnboksversioner inte säkra på vad konflikten egentligen bygger på. Att berättelser på liknande sätt görs om eller anpassas för en annan publik kallas för adaption. Ett exempel på denna adaption är när Gulliver i originalversionen väljer att hjälpa lilliputtanerna att släcka branden på slottet genom att urinera på elden. I barnboksversionen hämtar han vatten i ett kärl och häller över elden.
Andra kända berättelser som genomgått liknande adaption är Robinson Crusoe av Daniel Defoe och Teenage Mutant Ninja Turtles, där 1984 års serietidningsversion, riktad till tonåringar och vuxna, genomgick en mycket omfattande adaption då 1987 års tecknade TV-serie skapades. Även Toxic Avenger genomgick en liknande förändring i och med lanseringen av Toxic Crusaders.
Swifts berättelse har även vid ett flertal tillfällen givits ut som tecknad serie, vanligen endast med den första berättelsen beskriven.

### Filmatiseringar
Jonathan Swifts berättelse om Gullivers resor har filmats ett flertal gånger.
- Den mest berömda filmversionen är den tecknade amerikanska långfilmen från 1939, av Max Fleischer. Den blev en stor framgång och Oscarnominerades. Filmen hade premiär i Sverige 26 april 1940.
- 1965  års Gulliver no uchū ryokō (ガリバーの宇宙旅行, engelska: Gulliver's Travels Beyond the Moon), från animationsstudion Toei var en fri fortsättning på Gullivers bok, placerad i 1960-talets samtid. I denna historia figurerar en åldrande Gulliver som drömmer om att äntligen få göra en resa ut i rymden, till "det gröna hoppets planet". Tillsammans med pojken Ted, en kråka, en talande leksakssoldat och en hund går detta i uppfyllelse. I filmen beskrivs också en planet där robotar tagit makten.
- Laputa – Slottet i himlen är en japansk animerad film från 1986, i regi av Hayao Miyazaki. I den här filmen dyker den flygande ön från Gullivers tredje resa upp, nu folktom men fortfarande försedd med vissa dolda krafter.
- 2010 kom den amerikanska Gullivers resor, med Jack Black i huvudrollen. Till skillnad från andra Gulliver-bearbetningar är filmen av mer komisk karaktär.